# تو ليفز أند أباد
تو ليفز أند أباد (بالأنجليزية : Two Leaves and a Bud) شركة شاي أمريكية، تصنع وتوزع الشاي العضوي.
أسسها ريتشارد روزنفيلد عام 2005 ومقرها في بازالت في ولاية كولورادو الأمريكية.